# Oudda
Oudda (ou Ouda) est un village du Cameroun situé dans le département du Mayo-Tsanaga et la région de l'Extrême-Nord, dans les monts Mandara, à proximité de la frontière avec le Nigeria. Il fait partie de la commune de Bourrha.

## Population
En 1966-1967 Oudda comptait 1 961 habitants, principalement des Bana. Lors du recensement de 2005, 3 229 personnes y ont été dénombrées. Oudda compte les quartiers suivants : oudda baliwol, oudda ecole, oudda laka'a, oudda waza. Oudda a une association créée en 2009 et nommée CODESOU (comité de développement de secteur oudda), constituée des élites. À ceci s'ajoute l'union et solidarité oudda.

## Infrastructures
Oudda dispose d'un marché hebdomadaire régional le dimanche, ainsi que d'un marché d'arachide. Ce village compte 5 écoles primaires : ep oudda, ep oudda bali, epc oudda bali, ep oudda laka'a, epp oudda waza, et un centre de santé intégré.